# Famille de Susbielle
La famille de Susbielle est une famille française subsistante de noblesse, titré du titre de noblesse de baron en 1822. Elle compte trois généraux.
Elle est originaire de Jasses, dans le Béarn.

## Filiation
- Bernard Susbielle, huissier au siège de l'amirauté du Fort Saint-Pierre
  - François de Susbielle (1779-1841), maréchal de camp français
    - Bernard de Susbielle (1808-1893), général de brigade français ;
      - Adolphe Roger de Susbielle (1863-1939), général de brigade français ;

## Héraldique
En 1822, à l'occasion de la décoration de François de Susbielle du titre de baron héréditaire, il lui est accordé les armes D'azur à trois pyramides d'argent mal ordonnées et accompagnées en pointe d'un chameau agenouillé au naturel.

## Portraits

François de Susbielle